# Максі Ролон
Максімільяно Бріан Ролон (ісп. Maximiliano Brian Rolón; 19 січня 1995, Росаріо — 14 травня 2022, Касільда) — аргентинський футболіст, нападник. Виступав за молодіжну збірну Аргентини.

## Клубна кар'єра
Його батько був професійним футболістом. Розпочавши кар'єру в луханському «Атлетіко», Максі у 2007 році успішно пройшов перегляд у місцевій філії каталонської «Барселони». Там він виступав до 2010 року, а потім переїхав до Іспанії та розпочав виступи за юнацькі команди каталонців. У сезоні 2013/14 він був частиною команди до 19 років, яка виграла юнацьку Лігу УЄФА.
У 2014 році Максі був переведений до «Барселони Б», де нерегулярно виходив на поле і 1 лютого 2016 року він розірвав свій контракт.
16 лютого 2016 року Ролон погодився на річну угоду з бразильським клубом «Сантосу», але закріпитися в цій команді йому не вдалося і 6 липня, отримавши дуже мало ігрового часу, він розірвав свій контракт.
31 січня 2017 року Ролон повернувся до Іспанії і підписав шестимісячну угоду з клубом другого дивізіону «Луго», але зігравши лише 2 матчі, він залишив клуб після закінчення контракту влітку 2017 року.
Згодом він повернувся до Америки, де грав спочатку за «Арсенал» (Саранді), а потім за «Кокімбо Унідо» з Чилі.
У листопаді 2018 року повернувся до Іспанії, щоб грати за аматорській клуб «Пубілья Касас» у другій каталонській лізі. 9 лютого 2019 року він підписав контракт з клубом «Фуерса Амарілья» з еквадорської Серії А, в якій грав до вересня 2019 року.
Згодом у 2020—2021 роках грав за іракський клуб «Аль-Діванія».

## Виступи за збірну
У складі молодіжної збірної Аргентини Максі брав участь на молодіжному чемпіонаті Південної Америки 2015 року, провівши там три матчі та забивши гол у грі проти Бразилії (2:0). Аргентинці виграли цей турнір . Цей результат дозволив кваліфікуватись команді на Молодіжний чемпіонат світу 2015 року у Новій Зеландії, куди поїхав і Ролон, втім там аргентинці сенсаційно не вийшли з групи, не вигравши жодного матчу, а Максі так і не вийшов на поле.

## Особисте життя і смерть
Брат-близнюк Максі, Леонардо, — теж футболіст. Брати разом виступали на молодіжному чемпіонаті Південної Америки 2015 року.
Загинув 14 травня 2022 року внаслідок автокатастрофи. Він разом із братом Арієлом врізався в дерево, обидва загинули.

## Досягнення
- Переможець Юнацької ліги УЄФА: 2013/14
- Чемпіон Південної Америки (до 20): 2015